# Adiós (canção de Ricky Martin)
"Adiós" (Em Português: Adeus) é uma canção do cantor porto-riquenho Ricky Martin. A canção foi escrita por Ricky Martin junto com Antonio Rayo e Enrique Martin Morales e produzido por ele juntamente com Jesse Shatkin, Yotuel Romero e Antonio Rayo. Foi lançada em 23 de Setembro de 2014 pela Sony Music Latin como primeiro single do décimo álbum de estúdio do cantor intitulado A Quien Quiera Escuchar, previsto para ser lançado no dia 12 de fevereiro de 2015.

## Realização e Composição
Em relação a canção Martin disse: "Nós escolhemos a canção porque representa quem eu sou hoje. O título é uma referência para a abertura de um novo ciclo."
Adiós é uma canção com um sabor de World Music, com características únicas de um "som original" e influências de todas as diferentes partes do mundo em que Martin viajou em 2014. A canção foi gravada em três idiomas: Espanhol, inglês e francês-inglês e teve um mambo remix lançado em 30 de setembro de 2014 com em parceria com o cantor porto-riquenho Nicky Jam.

## Formatos e tracklists
| - Digital download 1. "Adiós" – 3:58 - Digital EP 1. "Adiós" – 3:58 2. "Adios" (English Version) – 3:58 3. "Adiós" (English/French Version) – 3:58 4. "Adios" (Mambo Remix featuring Nicky Jam) – 3:52 - Ranchera Remix 1. "Adiós" (Ranchera Remix featuring Julión Álvarez y Su Norteño Banda) – 3:32 | - Flylife Remixes 1. "Adiós" (Danny Verde Remix) – 6:47 2. "Adiós" (Steven Redant Vocal Mix) – 6:43 3. "Adiós" (Steven Redant Remix) – 6:43 4. "Adiós" (DJ Riddler Remix [English Version]) – 5:18 - Dance Remixes 1. "Adiós" (Supermatik Club Mix Extended) – 5:06 2. "Adiós" (Supermatik Club Mix Radio Edit) – 3:43 3. "Adiós" (Supermatik Mix Extended) – 5:08 4. "Adiós" (Supermatik Mix Radio Edit) – 3:44 |  |

## Desempenho Nos Charts
| Chart (2014)                              | Posição |
| ----------------------------------------- | ------- |
| Colômbia—National Report                  | 1       |
| México—Mexican Airplay (Billboard)        | 5       |
| México—Mexican Pop Chart (Monitor Latino) | 1       |
| Espanha—PROMUSICAE                        | 12      |
| Estados Unidos—Billboard Latin Songs      | 9       |
| Estados Unidos—Billboard Latin Pop Songs  | 4       |
| Venezuela—Record Report                   | 66      |

### Posições no final do ano
| Chart (2014)                         | Posição |
| ------------------------------------ | ------- |
| Estados Unidos—Billboard Latin Songs | 96      |

## Referencias
1. ↑  «Top 10 Música Nacional Radio». National-Report (em espanhol). Radio y Música. 15 de dezembro de 2014. Consultado em 23 de dezembro de 2014. Arquivado do original em 13 de fevereiro de 2014
2. ↑  Erro: A tabela não é suportada, não existe ou está sendo utilizado um ID antigo que não é mais suportado pela Billboard. «Ricky Martin - Chart history» Verifique valor |url= (ajuda). Billboard. Consultado em 23 de dezembro de 2014
3. ↑  «Charts monitorLATINO México − 2da semana de Noviembre». Monitor Latino (em espanhol). RadioNotas. 10 de novembro de 2014. Consultado em 12 de dezembro de 2014. Arquivado do original em 12 de dezembro de 2014
4. ↑  «Top 100». Record Report. R.R. Digital C.A. 24 de janeiro de 2015. Consultado em 31 de janeiro de 2015. Cópia arquivada em 27 de janeiro de 2015
5. ↑  «Hot Latin Songs: Page 1». Billboard. Prometheus Global Media. 2014. Consultado em 9 de dezembro de 2014